# Moor (film)
Pour les articles homonymes, voir Moor.
Pour plus de détails, voir Fiche technique et Distribution.
Moor (en pashto : مور ; en ourdou : ماں) est un film dramatique pakistanais réalisé par Jami (id) et sorti en 2015.
Le film est sélectionné comme entrée pakistanaise pour l'Oscar du meilleur film en langue étrangère à la 88e cérémonie des Oscars qui s'est déroulée en 2016.

## Distribution
- Joshinder Chaggar : Sarah
- Nayyar Ejaz : Talat
- Sonia Hussain : Amber
- Sultan Hussain : Lalu
- Shaz Khan : Ehsaan
- Samiya Mumtaz : Palwasha
- Omar : Asghar
- Abdul Qadir : Baggoo Baba
- Shabbir Rana : Zahir
- Ayaz Samoo : Imtisal
- Hameed Sheikh : Wahid
- Eshita Syed : Arzo
- Zainullah : Dilawar